# Regió de Quinara
La Regió de Quinara és una regió a l'oest de Guinea Bissau, a la província de Sul. La seva capital és la ciutat de Buba. Limita al nord amb la regió d'Oio (separada d'aquesta pel riu Geba), a l'oest amb l'oceà Atlàntic, al sud i sud-est amb la regió de Tombali i a l'est amb la regió de Bafatá. Enfront de les seves costes es troben les illes de la regió de Bolama. Juntament amb les regions de Bolama i Tombali forma la província de Sul (sud).
L'extensió de territori d'aquesta regió abasta una superfície de 3.183 quilòmetres quadrats, mentre que la població es compon d'uns 63.610 residents (xifres del cens de l'any 2009). La densitat poblacional és de 20,27 habitants per quilòmetre quadrat.

## Sectors

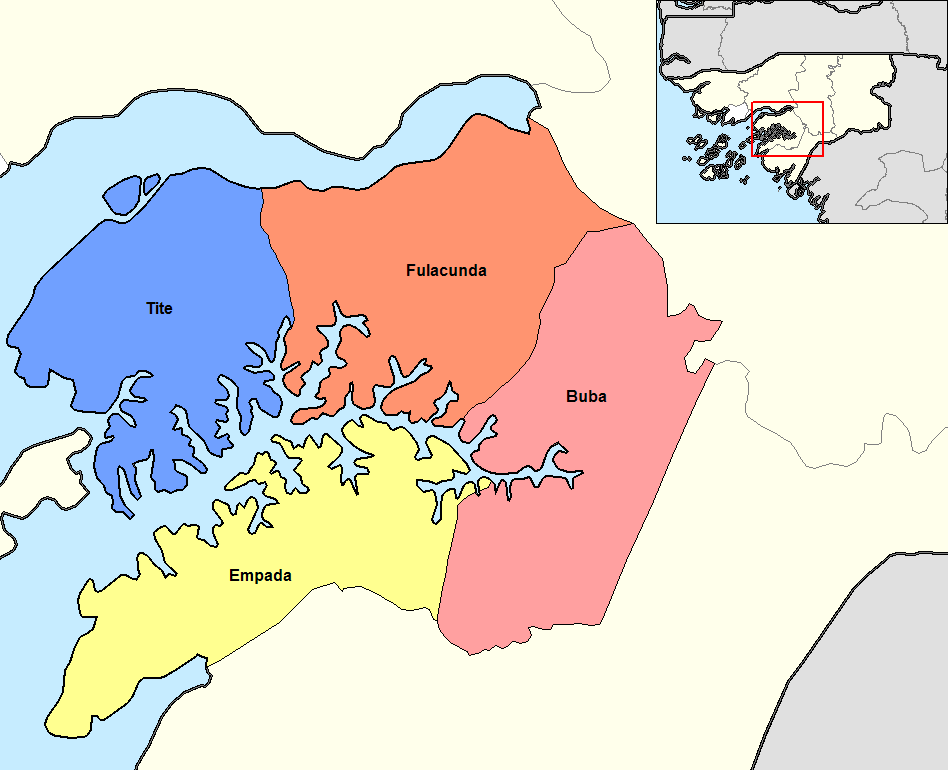
Sectors de Quinara

La regió de Quinara es troba subdividida en uns quatre sectors: 
- Buba
- Empada
- Fulacunda
- Tite